# Polisportiva Calcio Budoni
L'Associazione Sportiva Dilettantistica Polisportiva Calcio Budoni, meglio nota come Budoni, è una società calcistica italiana con sede a Budoni, in provincia di Sassari. Milita in Serie D, il quarto livello del campionato italiano di calcio.
Nato nel 1973, il Budoni ha all'attivo 11 campionati di quarto livello dilettantistico.

## Storia

### Origini
Nel 1973, da una riunione di appassionati, nasce la Union 22, nome mirato a ricordare il numero delle frazioni del comune di Budoni: è con l'iscrizione al campionato di Terza Categoria dello stesso anno che inizia la storia calcistica di Budoni. Il suddetto campionato viene vinto dai biancoazzurri nella stagione 1977/1978, i quali militeranno nella Seconda Categoria per quattro stagioni consecutive. Nella stagione 1982/1983 la società rileva il titolo della società A.S.D. Calangianese di Calangianus e cambia la propria denominazione in Polisportiva Budoni, realizzando il primo esordio ufficiale in Prima Categoria. Causa indisponibilità del campo comunale di Budoni, i biancoazzurri disputeranno la totalità delle partite di casa di tale stagione a Calangianus, allo stadio Signora Chiara.
Seguirono stagioni di stallo tra Terza e Prima Categoria, che trovarono fine nel 2002, quando la società venne rilevata dal gruppo dirigenziale con a capo il presidente Giovanni Sanna, uno dei principali artefici della cavalcata del Budoni fino alla promozione in Serie D. Nel 2003 lo stadio Comunale subì un restauro, nel quale venne dotato di un manto sintetico di quarta generazione, primo in Sardegna e terzo in Italia. L'inaugurazione dell'impianto, avvenuta nel novembre dello stesso anno, ebbe come ospite speciale l'allora commissario tecnico della nazionale italiana di calcio Giovanni Trapattoni.

### La promozione in Serie D
Il Budoni si rese artefice di una scalata partita dalla vittoria del campionato di Seconda Categoria della stagione 2002/2003, di Prima Categoria della stagione 2003/2004 e di Promozione della stagione 2004/2005, a cui seguirono tre campionati di Eccellenza. Il primo campionato al massimo livello regionale, durante la stagione 2005/2006, terminò con un secondo posto, in seguito al quale il Budoni ebbe accesso diretto ai play-off nazionali vincendo il primo turno col Formigine, tuttavia soccombendo al secondo turno contro la Civitavecchiese (la compagine laziale ebbe la meglio poiché allora vigeva la regola dei gol in trasferta). La seconda stagione di Eccellenza del Budoni non fu diversa: ulteriore secondo posto con conseguente conquista del play-off nazionali dopo la novità dei play-off regionali: il pareggio in semifinale contro il San Teodoro (i biancoazzurri passarono il turno poiché meglio piazzati nella classifica finale) e la vittoria della finale regionale contro il Sant'Elena Quartu conferirono ai biancoazzurri la partecipazione alle dispute finali per la promozione in Serie D, nelle quali vinse il primo turno contro il Ciampino, perdendo tuttavia il turno finale contro il Torgiano. Fu nella stagione successiva che il Budoni riuscì ad ottenere la promozione diretta in Serie D, in seguito alla vittoria del campionato.
Il Budoni permarrà in Serie D fino alla stagione 2015/2016, conclusa in quattordicesima posizione con seguente sconfitta ai play-out in casa contro il Cynthia. I biancoazzurri riottennero tuttavia la promozione in Serie D nella stagione successiva, conclusa al secondo posto, in seguito al quale accedette ai play-off nazionali dopo la vittoria alle dispute regionali, contro il F.B.C. Calangianus 1905, per 1 rete a 0 (il Budoni accedette direttamente in finale a causa dell'eccessivo divario di punteggio con la quinta classificata Tergu Plubium). Le dispute nazionali videro il Budoni vincere nel doppio incontro contro il Valle del Tevere ed in seguito conquistare la Serie D dopo la vittoria finale contro il Bozner. Alla fine della stagione 2017/2018 il Budoni trova la salvezza, conquistando di diritto il decimo campionato di Serie D della sua storia calcistica.
Dopo altre due stagioni in Serie D, nel 2020 la squadra retrocede in Eccellenza dove, la stagione successiva, terminerà a metà classifica. Nella stagione 2022-23, ad Abbasanta vince la sua prima Coppa Sardegna battendo in finale il Carbonia. In campionato arriva secondo, mantenendo la lotta viva fino all'ultimo contro il Latte Dolce; agli spareggi supera agilmente il Boreale DonOrione e l'Ellera, conquistando così la promozione in Serie D. Nella stagione 2023-24 non riesce a mantenere la categoria e torna dopo un solo anno in Eccellenza, riuscendo tuttavia nella  stagione successiva a vincere il campionato riconquistando la quarta serie nazionale.

## Colori e simboli
I colori della maglia sono il bianco e l'azzurro.

## Strutture

### Stadio
Il Budoni gioca le partite casalinghe allo stadio Comunale di Budoni.
Il complesso sportivo, inaugurato nel novembre 2003 al cospetto dell'allora commissario tecnico della nazionale italiana di calcio Giovanni Trapattoni, è dotato di una tribuna centrale (con capacità di 850 spettatori, di cui circa 250 al coperto e 198 su seggiole) e di una tribuna frontale adibita a settore ospiti (con capacità di circa 100 spettatori). Il comunale di Budoni è stato, a suo tempo, il primo campo da calcio in manto sintetico di quarta generazione della Sardegna.

## Società

### Settore giovanile
Il settore giovanile comprende tutte le categorie dai micro agli allievi.
La juniores milita nel campionato regionale.

## Palmarès

### Competizioni regionali
- Eccellenza: 2

2007-2008, 2024-2025
- Promozione: 1

2004-2005 (girone B)
- Prima Categoria: 1

2003-2004 (girone D)
- Seconda Categoria: 1

2002-2003 (girone H)
- Coppa Italia Dilettanti Sardegna: 1

2022-2023

### Competizioni provinciali
- Terza Categoria: 2

1977-1978, 2000-2001 (girone N)

## Statistiche e record

### Partecipazione ai campionati
| Livello | Categoria         | Debutto   | Ultima stagione | Partecipazioni | Totale |
| ------- | ----------------- | --------- | --------------- | -------------- | ------ |
| 4º      | Serie D           | 2014-2015 | 2023-2024       | 6              | 6      |
| 5º      | Eccellenza        | 2005-2006 | 2022-2023       | 7              | 13     |
| 5º      | Serie D           | 2008-2009 | 2013-2014       | 6              | 13     |
| 6º      | Promozione        | 2004-2005 | 2004-2005       | 1              | 1      |
| 7º      | Prima Categoria   | 1983-1984 | 2003-2004       | 8              | 8      |
| 8º      | Seconda Categoria | 1978-1979 | 2002-2003       | 6              | 6      |
| 9º      | Terza Categoria   | 1973-1974 | 1977-1978       | 5              | 5      |